# Jack Taylor (árbitro)
John Keith Taylor (Wolverhampton, Tierras Medias Occidentales, 21 de mayo de 1930-Shifnal, Shropshire, 27 de julio de 2012), más conocido como Jack Taylor, fue un árbitro de fútbol inglés. Conocido por arbitrar en la final de la Copa Mundial de Fútbol de 1974, donde concedió dos penaltis en los primeros 30 minutos.

## Trayectoria
Arbitró en la Copa Mundial de México 1970, encargándose de un partido del grupo 2 entre Italia y Suecia. También fue juez de línea en tres partidos.
Fue seleccionado para el de Alemania 1974 por el que se hizo más conocido; fue juez de línea en dos partidos y arbitró otros dos antes de la final.

### Final de la Copa Mundial de 1974
Arbitró la final entre la anfitriona Alemania Federal y los Países Bajos, disputada en el Estadio Olímpico de Múnich el 7 de julio de 1974. Después de apenas un minuto de juego, hizo historia cuando concedió un tiro penal, el primero otorgado en una final de la Copa del Mundo.
Países Bajos recibió un penalti después de que Uli Hoeneß se lanzara justo en el borde derecho del área penal alemana, derribando a Johan Cruyff; Johan Neeskens lo convirtió con éxito.
En el minuto 26, concedió un segundo penalti, esta vez a Alemania Federal, penalizando al centrocampista neerlandés Wim Jansen por hacer una zancadilla al alemán Bernd Hölzenbein. Cuando los equipos abandonaron el campo en el descanso, Cruyff fue amonestado por discutir con Taylor, el último de los cuatro jugadores amonestados por Taylor durante la final.